# IC 5375
IC 5375 је спирална галаксија у сазвјежђу Рибе која се налази на листи објеката дубоког неба у Индекс каталогу.
Деклинација објекта је + 4° 32' 31" а ректасцензија 0h 1m 4,9s. Привидна величина (магнитуда) објекта IC 5375 износи 14,3 а фотографска магнитуда 15,1. IC 5375 је још познат и под ознакама MCG 1-1-9, CGCG 408-9, KCPG 601B, PGC 80.